# Enrique Ballesteros
Enrique Ballesteros (ur. 18 stycznia 1905 w Montevideo, zm. 11 października 1969) – urugwajski piłkarz, bramkarz. Mistrz świata z roku 1930.
W reprezentacji Urugwaju w latach 1930–1937 rozegrał 17 spotkań. W kadrze debiutował tuż przed premierowymi finałami mistrzostw świata, jednak podczas MŚ 30 zagrał we wszystkich czterach meczach Urugwaju. Zastąpił karnie usuniętego z kadry Andrésa Mazaliego. Był wówczas piłkarzem Rampla Juniors. W 1935 wraz z drużyną narodową wygrał turniej Copa América.